# 極楽寺 (西条市)
極楽寺（ごくらくじ）は、愛媛県西条市大保木（おおふき）にある石鎚山真言宗総本山の寺院。山号は九品山（くぼんざん）。本尊は阿弥陀三尊･石鎚蔵王大権現。石鎚山信仰の根本道場であり、約1300年前から山岳宗教の一大修験道場でもある。
- 本尊真言：オン・アボギヤ・バダラヤ・ソワカ
- ご詠歌：石鎚の 峰にのぼれば 極楽の 祈り祈らん 九品の浄土
- 童子名：佛守護童子 、真言：おん　あぼぎやばだらや　そわか
- 納経印：四国八十八箇所番外（南無石鎚大権現）、四国36不動霊場（波切不動）、新四国曼荼羅霊場（弥陀三尊）、石鎚山法起坊（石鎚法起坊 天狗堂）、四国（東予）七福神・福禄寿

## 概要
寺伝によると、西暦680年頃、役行者が石鎚山を仰ぎ見ることのできる龍王山に籠り、不動ヶ滝に身を清め修行をされ、阿弥陀三尊と3体の石鎚権現を本尊とする天河寺（てんがじ）を開基し、平安時代から室町時代に至るまで隆盛をきわめた。ところが、室町時代末期になり、戦国の兵火で1350年天河寺は炎上、その時の住職行善大徳は、その弟子宥法師に天河寺の法灯を継続する地を探すよう命じ自らは遷化した。そして、宥法師は龍王山を仰ぎ見ることのできるこの地を探し出し、堂宇を建立し極楽寺と名づけ、法灯を守った。その後、天河寺焼け跡から本尊であった3体の石鎚蔵王権現のうち中尊の「金剛蔵王権現」が掘り出され、蔵王殿本尊として祀られた。極楽寺になって2度の火災により寺宝も多く焼失したが、権現像は守られ、現在に至るまで石鎚金剛蔵王権現の御前にて護摩焚きが朝夕行われている。2014年失われていた両脇尊である「龍王吼（りゅうおうく）蔵王権現」「無畏宝吼（むいほうく）蔵王権現」が新調され3体が揃った。明治時代神仏分離令により、石鎚権現を奉斎する石鈇山蔵王権現別当・前神寺と石鈇蔵王権現社別当横峯寺が廃寺（その後復興）となった時に当山は廃寺とならず、石鎚信仰が続いてきた。現在、管長は神野顕彰、院代は神野顕誠である。

## 伽藍

### 本坊エリア
- 中門：県道脇から急峻な険しい多くの石段を上がる。
- 石段途中：幸千稲荷祠
- 山門：本坊エリアの入口。
- 本堂（本坊）：秘仏の阿弥陀三尊で、新四国曼荼羅霊場の本尊。（本坊本堂）
- 六角地蔵堂
- 八大龍王社：石鎚山総鎮守、両脇に龍姫と弁天の石像。その右に峯稲荷社祠。
- 光明真言義民堂：阿弥陀如来立像など。
- 鐘楼堂
- 庫裡客殿

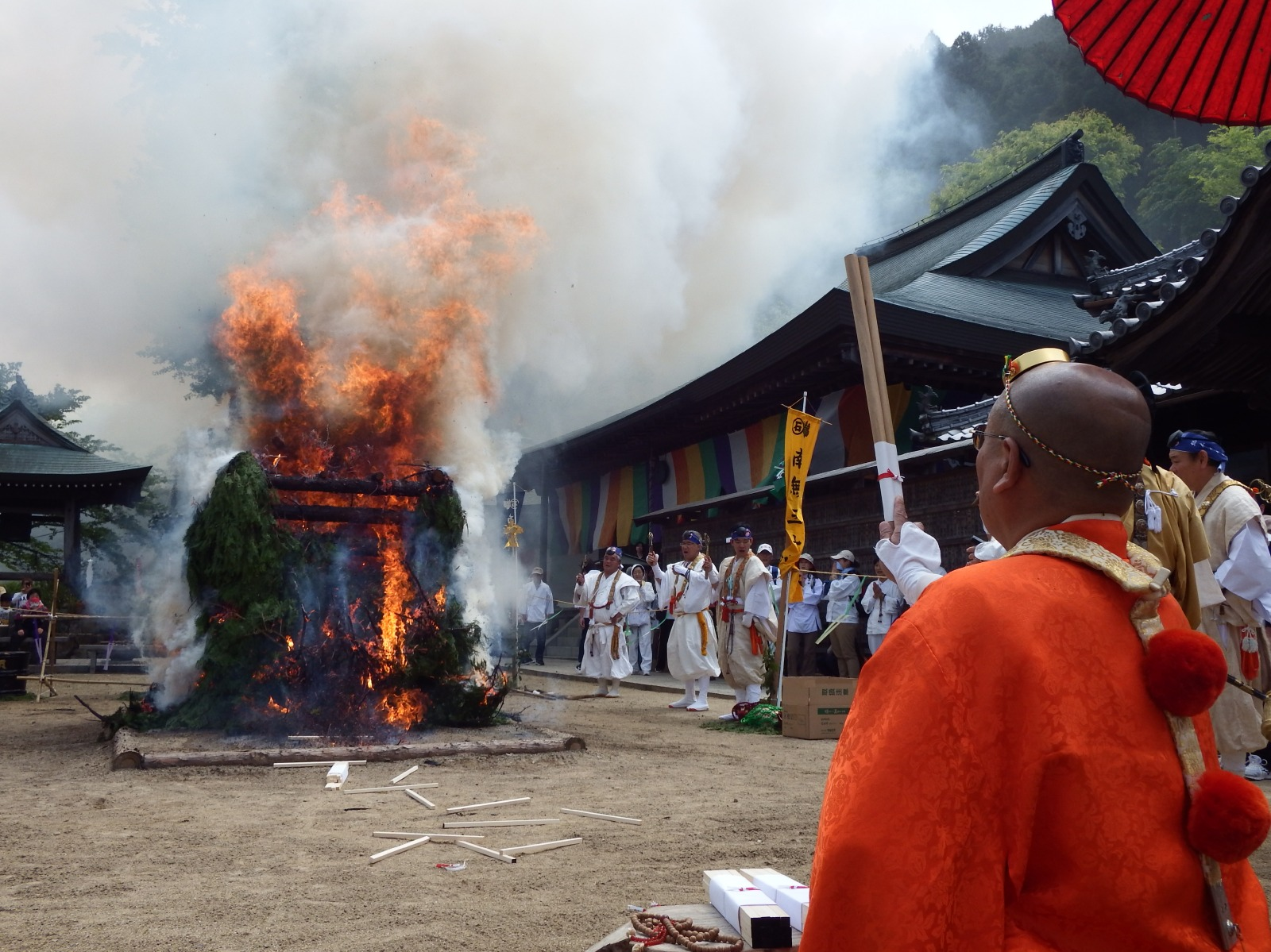
本堂前の柴燈護摩
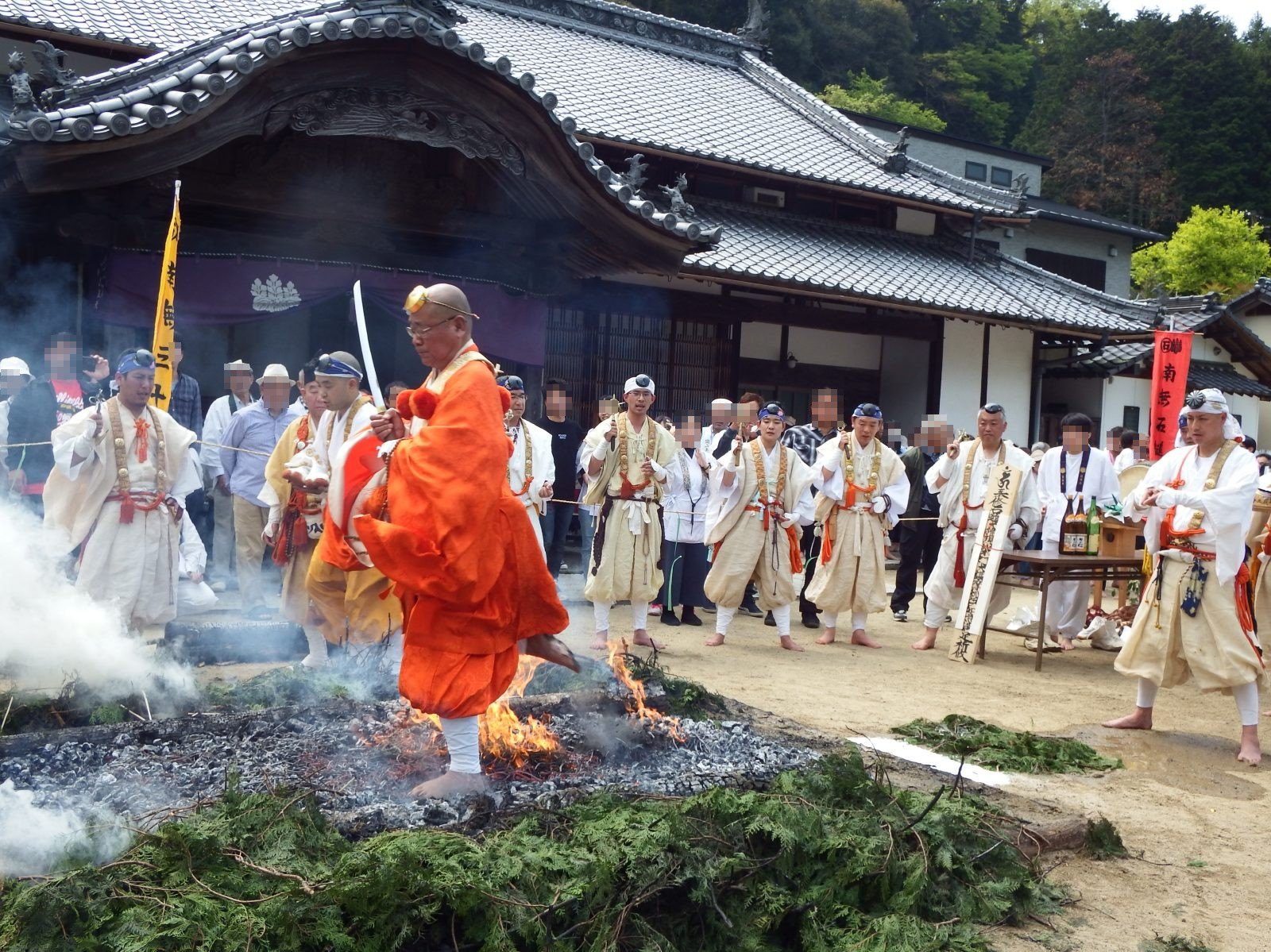
火渡り
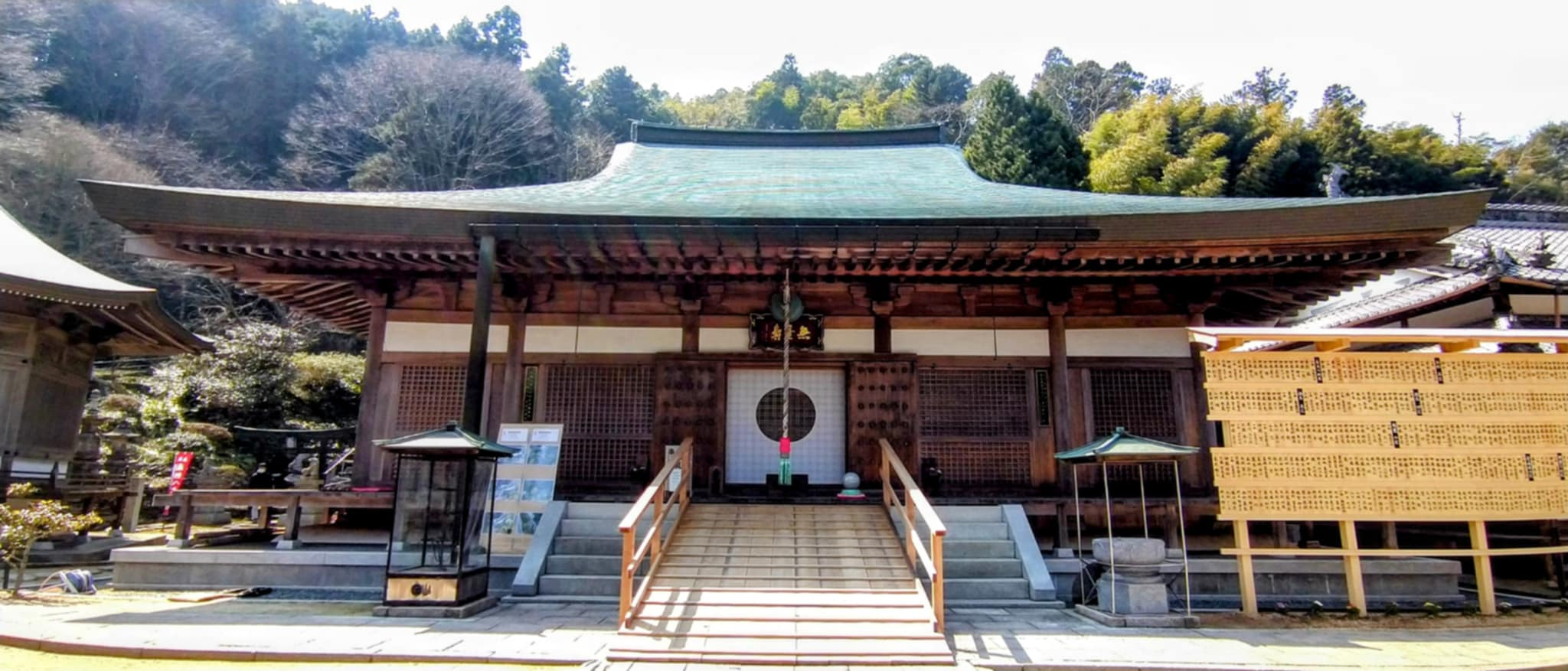
本堂
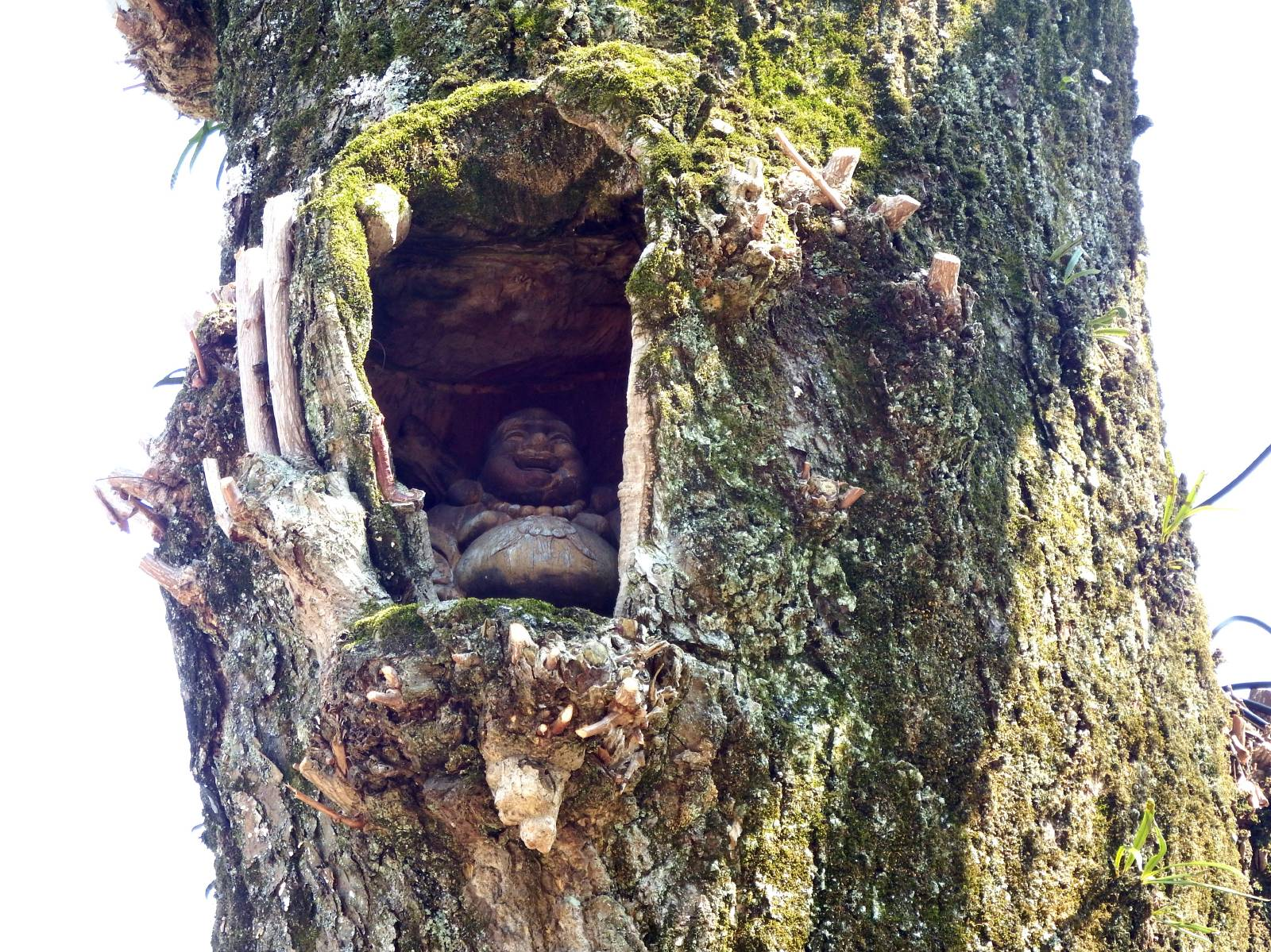
生木仏
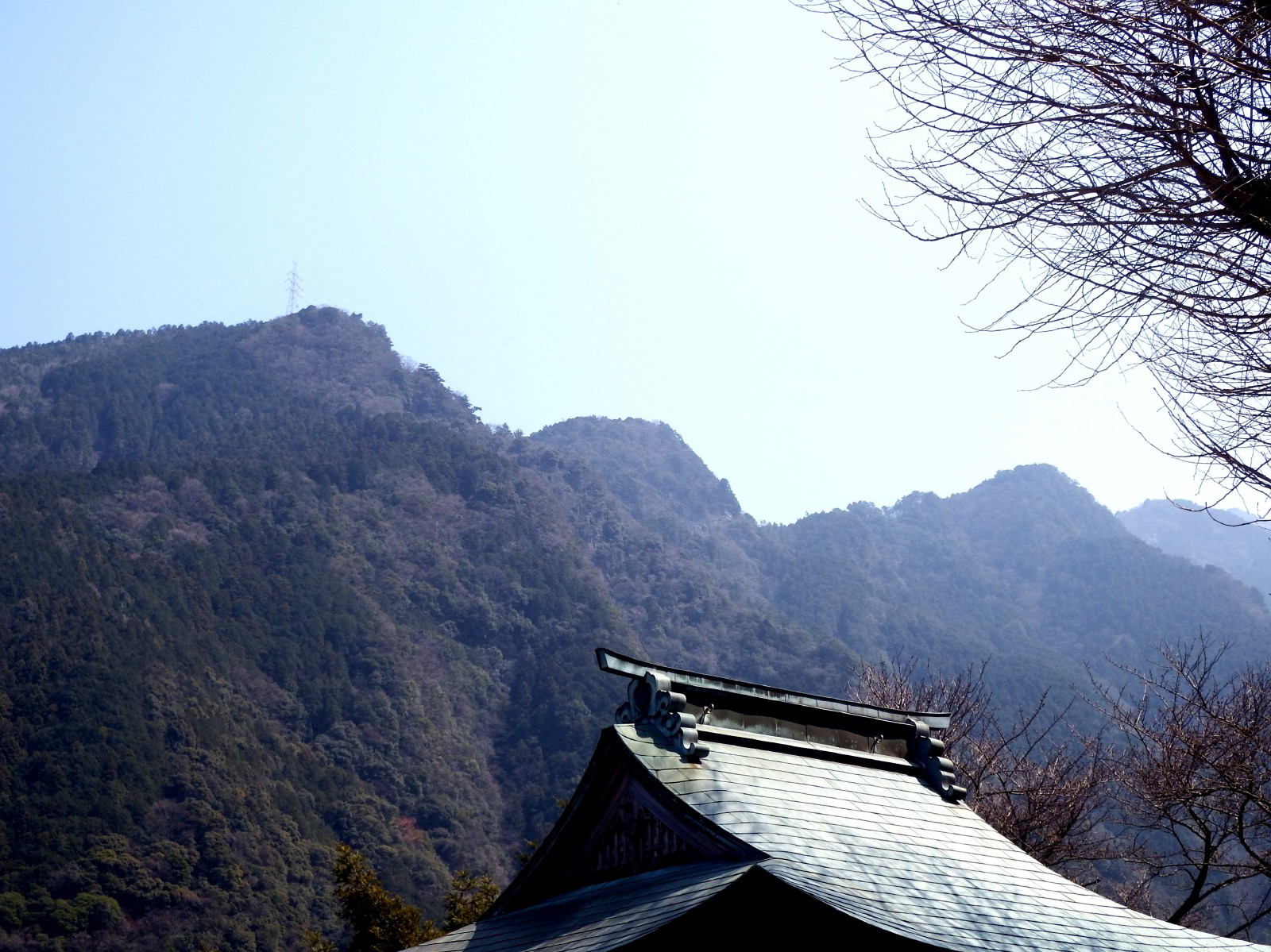
本坊から見る龍王山

### 別院エリア
- 蔵王殿：三体の石鎚蔵王権現が本尊で中尊は護摩焚きの時に数分間だけ幕が上がり現れる。右脇陣に米持権現と四国(東予)七福神福禄寿、左脇陣に四国三十六不動霊場の本尊の不動明王。（蔵王殿）
- 金剛閣：寺務所、宿坊
- 聖天堂：歓喜天
- 大師堂：秘鍵大師像
- 浄心堂・清龍堂：加行道場
- 三帰庵：茶室、写経室
- 滝行場：不動ケ滝

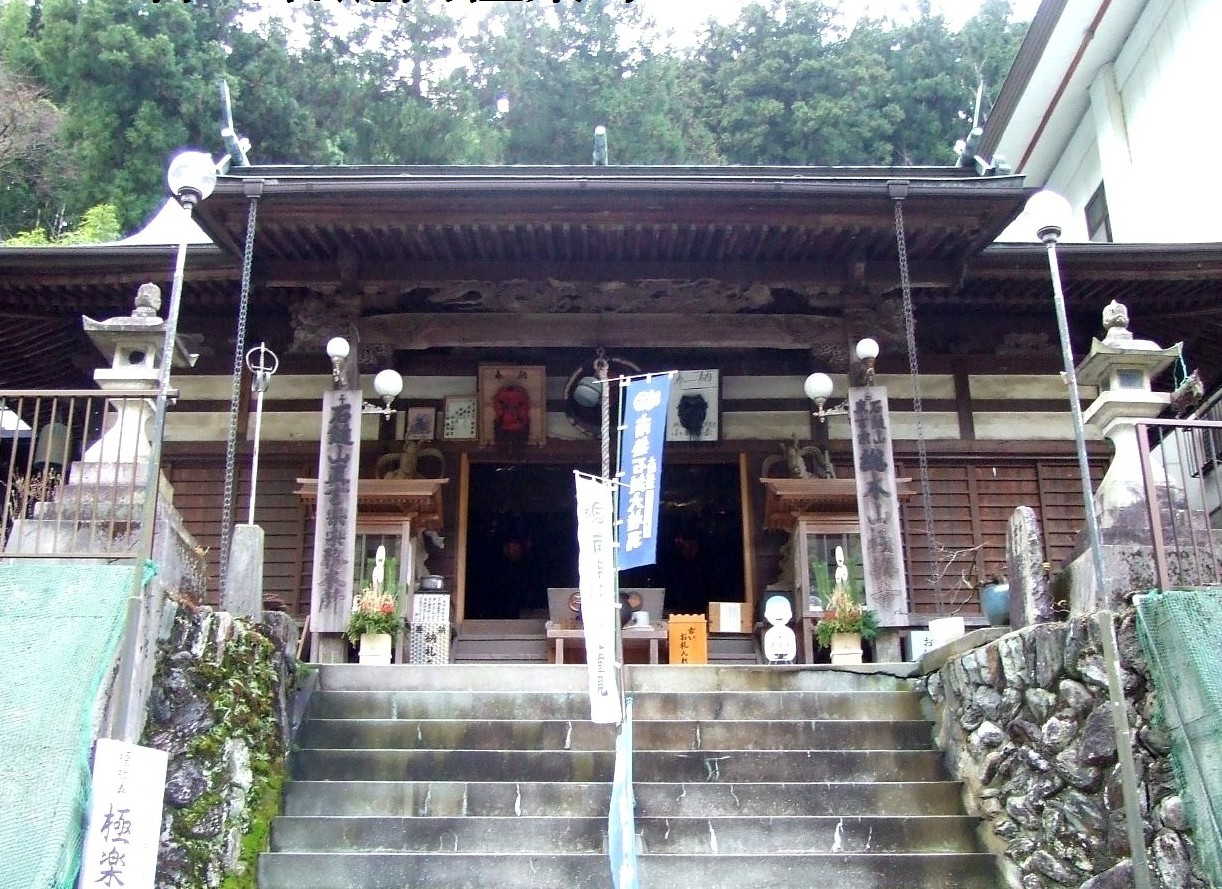
蔵王殿
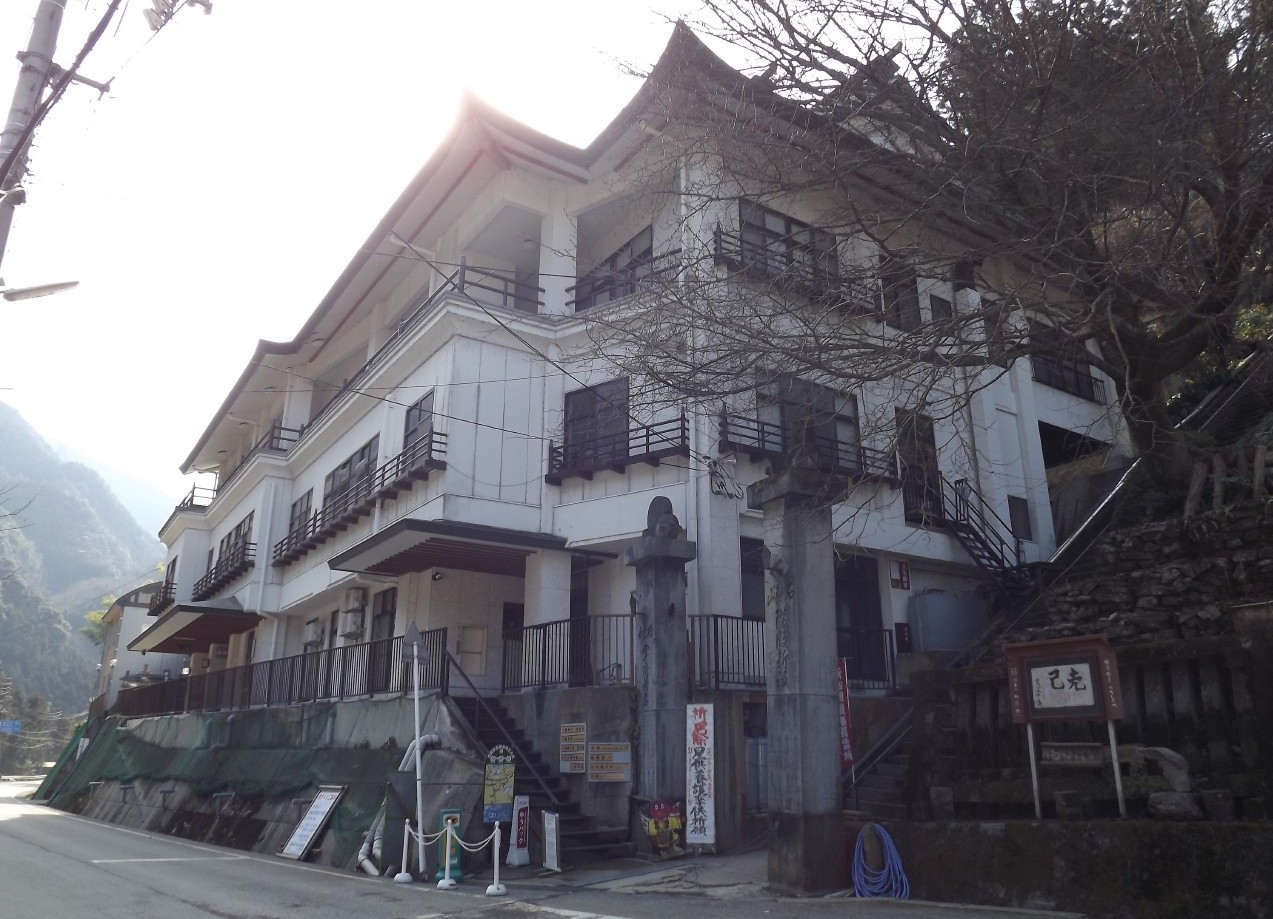
金剛閣
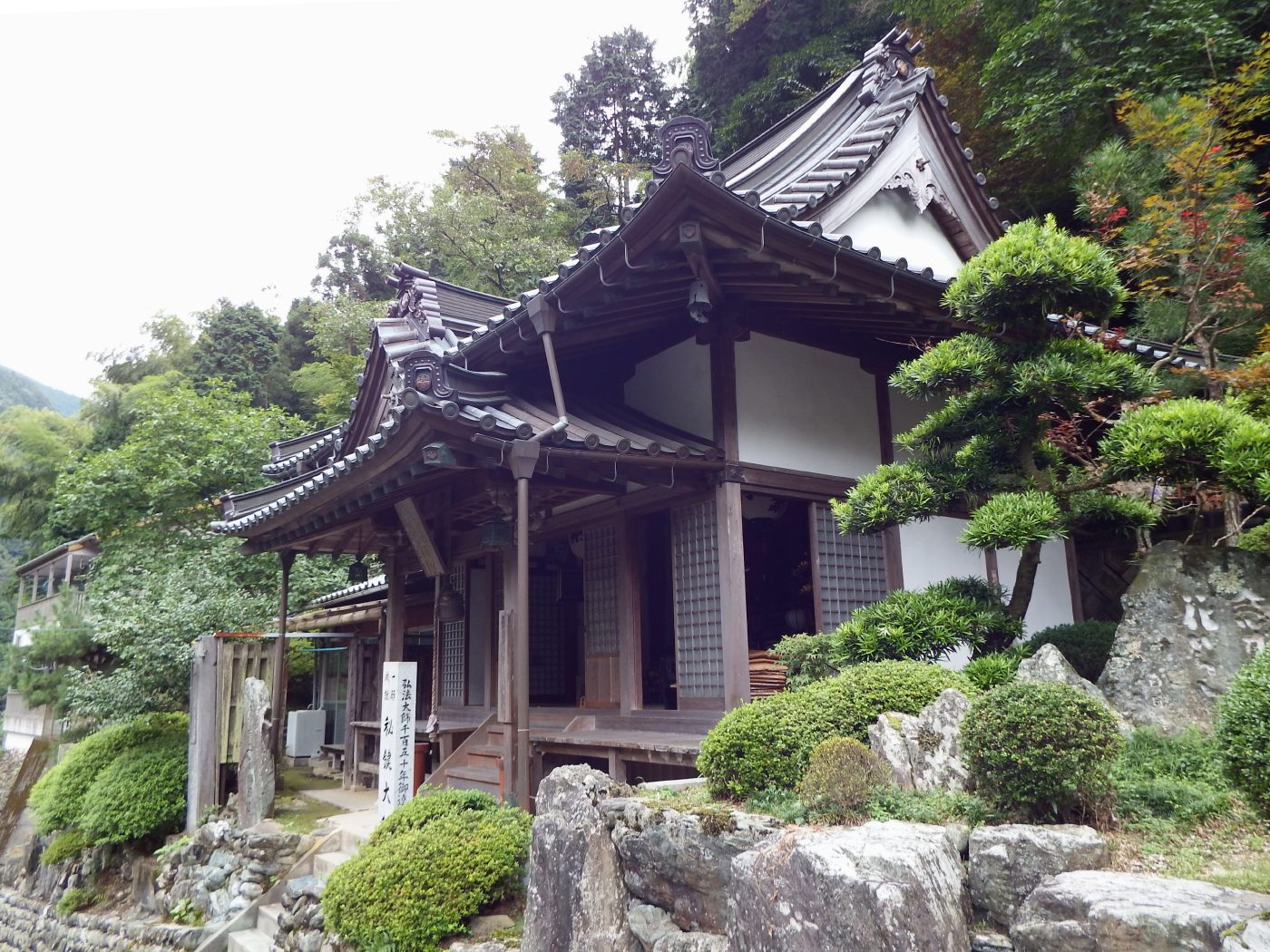
大師堂

## 主な行事

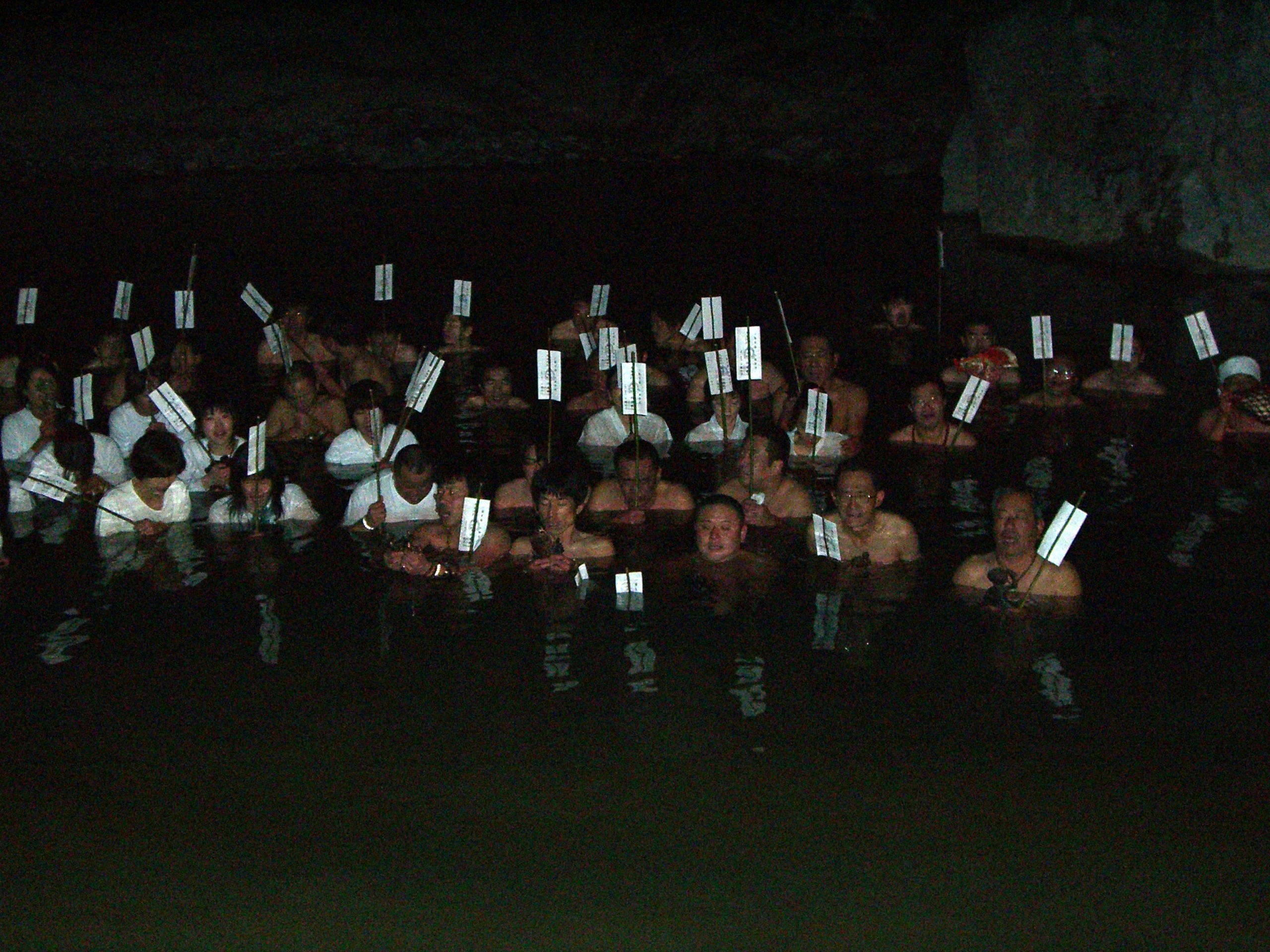
冬至水行

- 2月3日（節分）と5月3日（春山大祭）には紫灯大護摩と火渡りが行われる。
- 8月12日にはお盆万灯供養会として数千の灯篭が吊るされ灯りが灯る。
- 8月最終日曜日には龍王山に入峰修行として、不動ヶ滝で身を清め龍王山に登拝し頂上で護摩を焚く。
- 12月冬至の夜に100人近くの老若男女が加茂川に浸かる水行がある（約20分間川に浸かり、柴灯護摩の火で暖を取り権現像で加持を受ける。誰でも予約なしで参加できる）。

## 前後の札所
新四国曼荼羅霊場
31番  王至森寺  -- 32番 石鎚山極楽寺 -- 33番  清楽寺
四国三十六不動尊霊場
22番 西山興隆寺 --(21km)--  23番 石鎚山極楽寺 --(28km)-- 24番 隆徳寺

## 奥の院
天河寺（廃寺）
龍王山頂上（標高843.7m 八大竜王社祠（龍王山））から4,5丁ほど下の広いところに役の行者(神変大菩薩)により天河寺（天河寺跡））が開創された。さら上の瓶ケ森の山頂に石土蔵王権現が祀られ宮とこと呼ばれるようになると、その別当寺になり大いに栄えた。しかし、1350年兵火により全焼し再建されることはなかった。寺名は、天上銀河の意にてかかる高山に梵宮雲を衝て起こり天河に近きとの意味である。当寺の固めとして東大門、西大門が下方にあり、当山内の雨乞谷の内にある祓川で垢離取し身を清め祓いをし登山する。石の判という大岩を過ぎると大門（仁王門）あり、本堂、庫裡、護摩堂、末院、経蔵、書院等のある大伽藍であった。

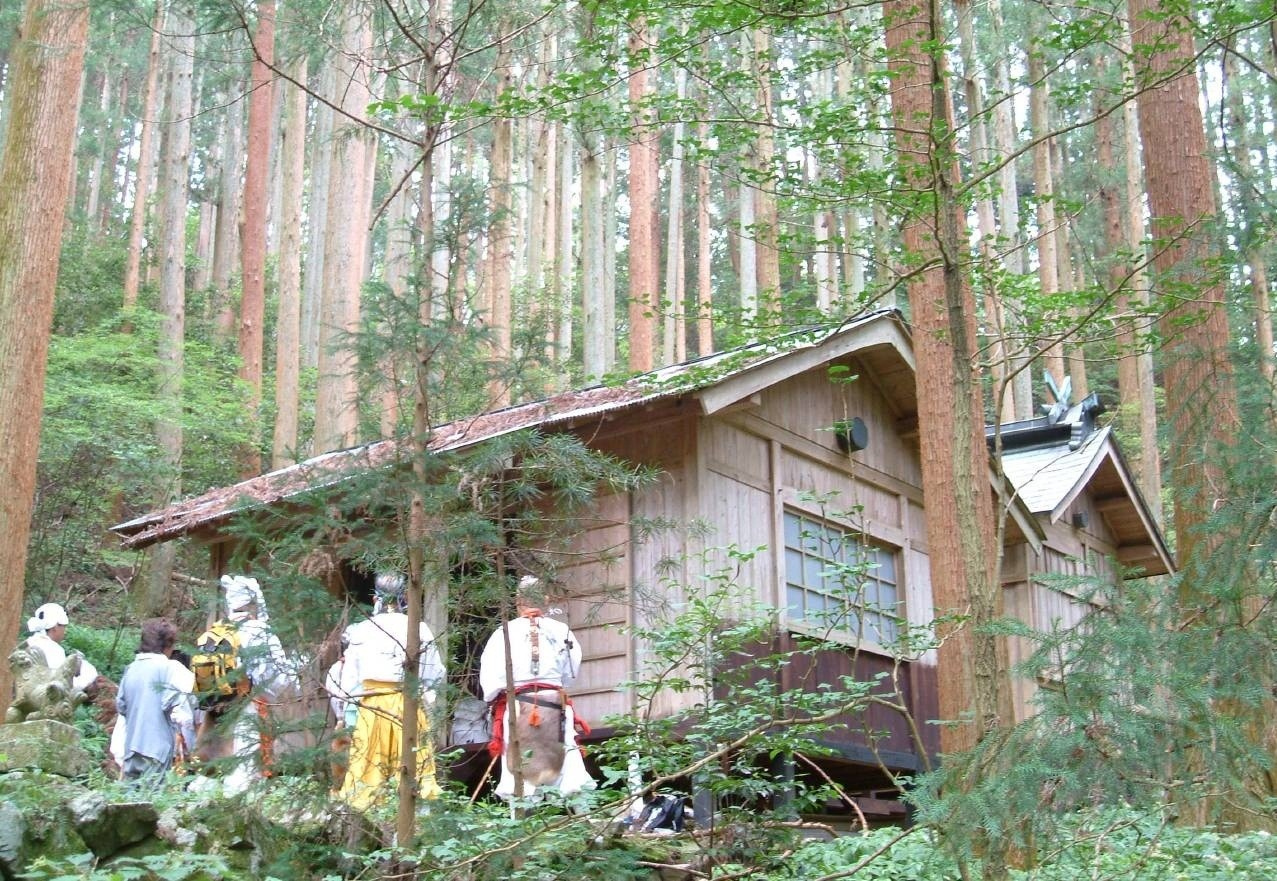
権現堂（権現堂）
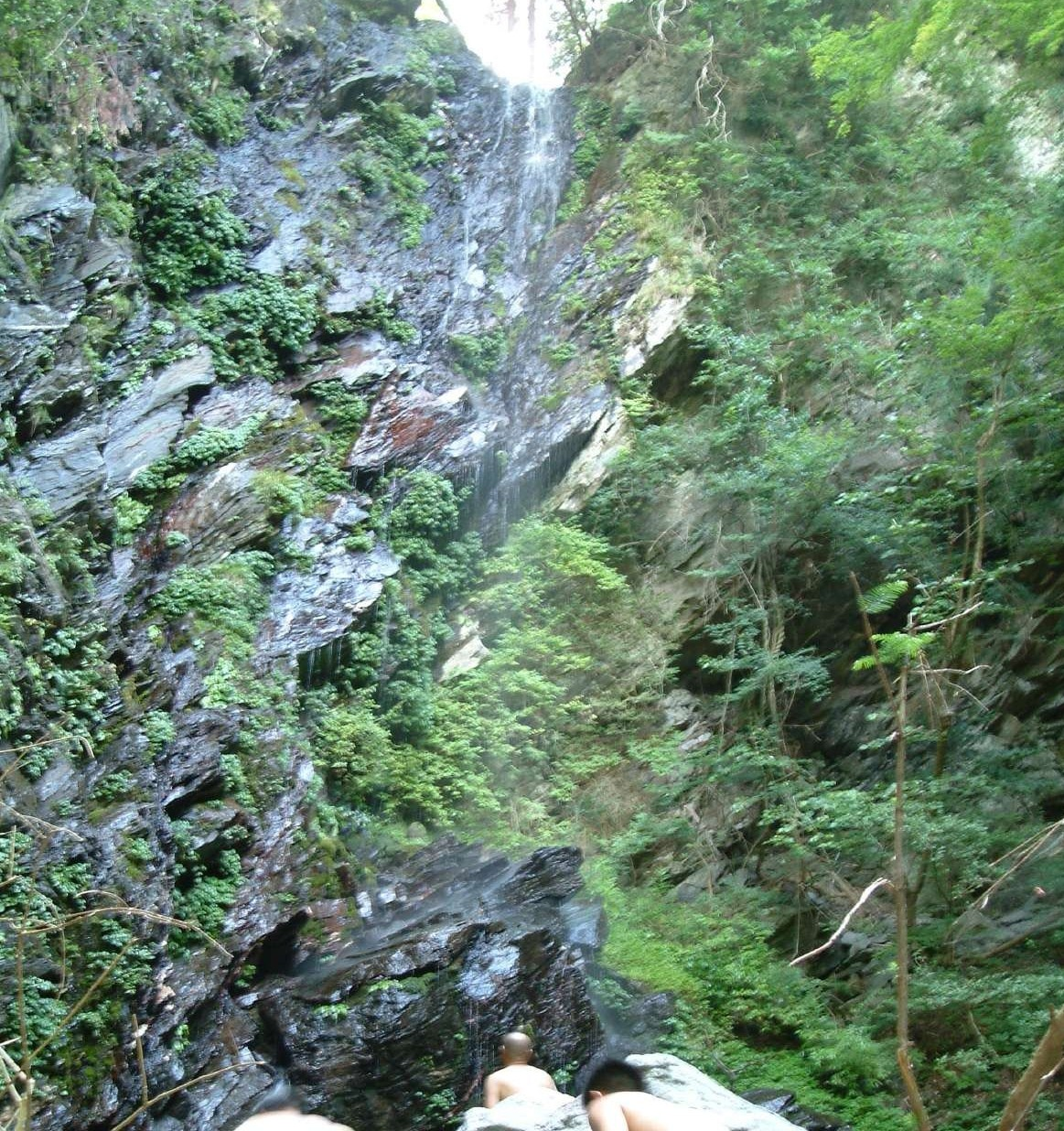
不動ケ滝
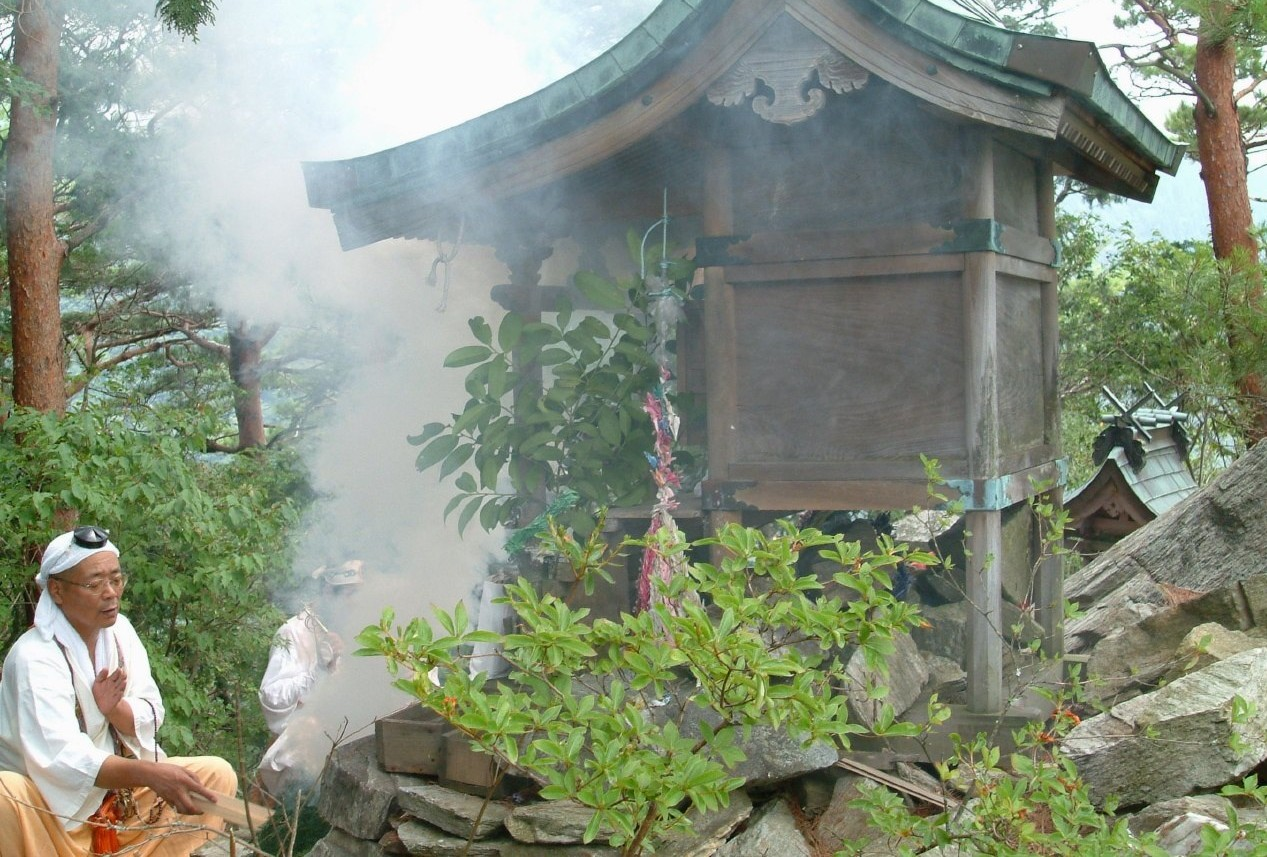
龍王山頂上（八大龍王社祠）
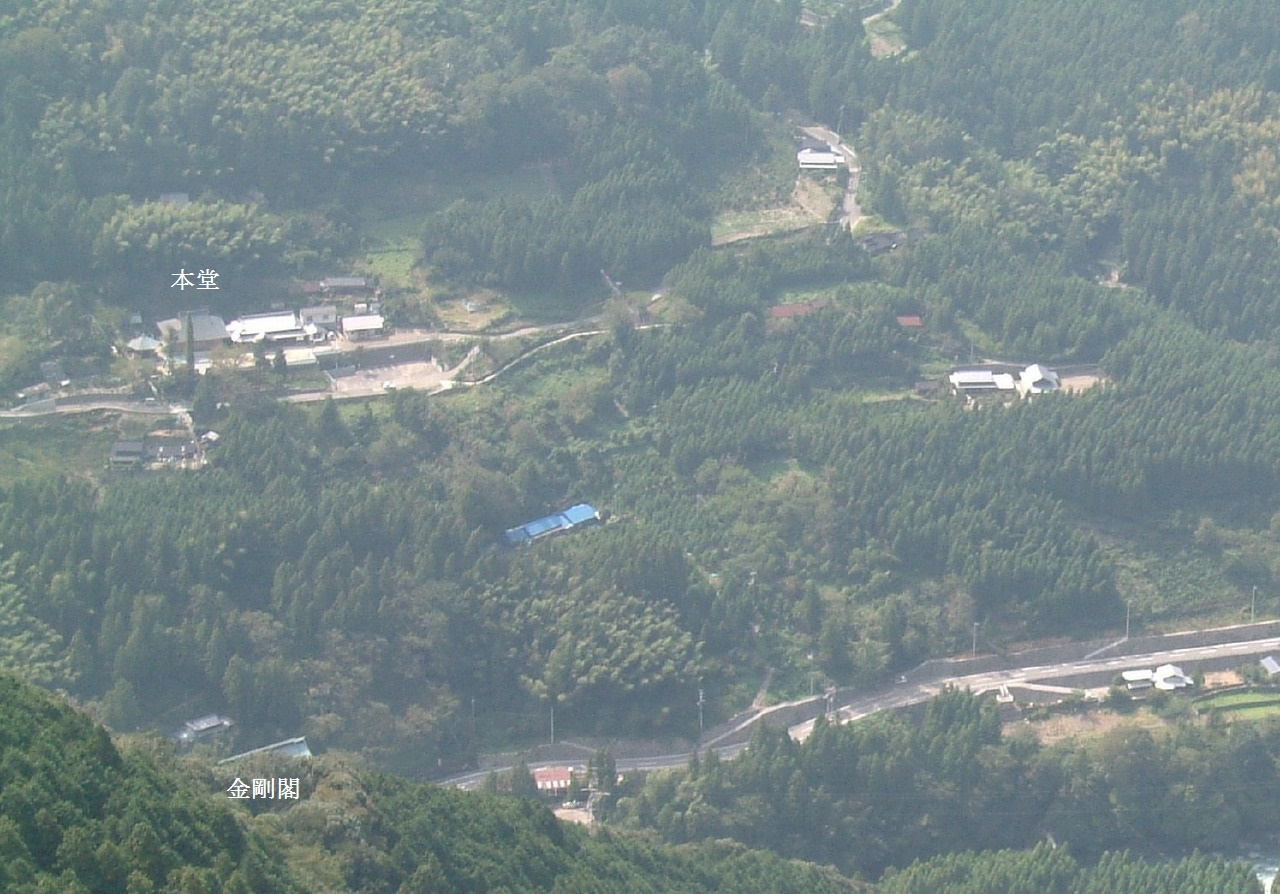
頂上から望む極楽寺
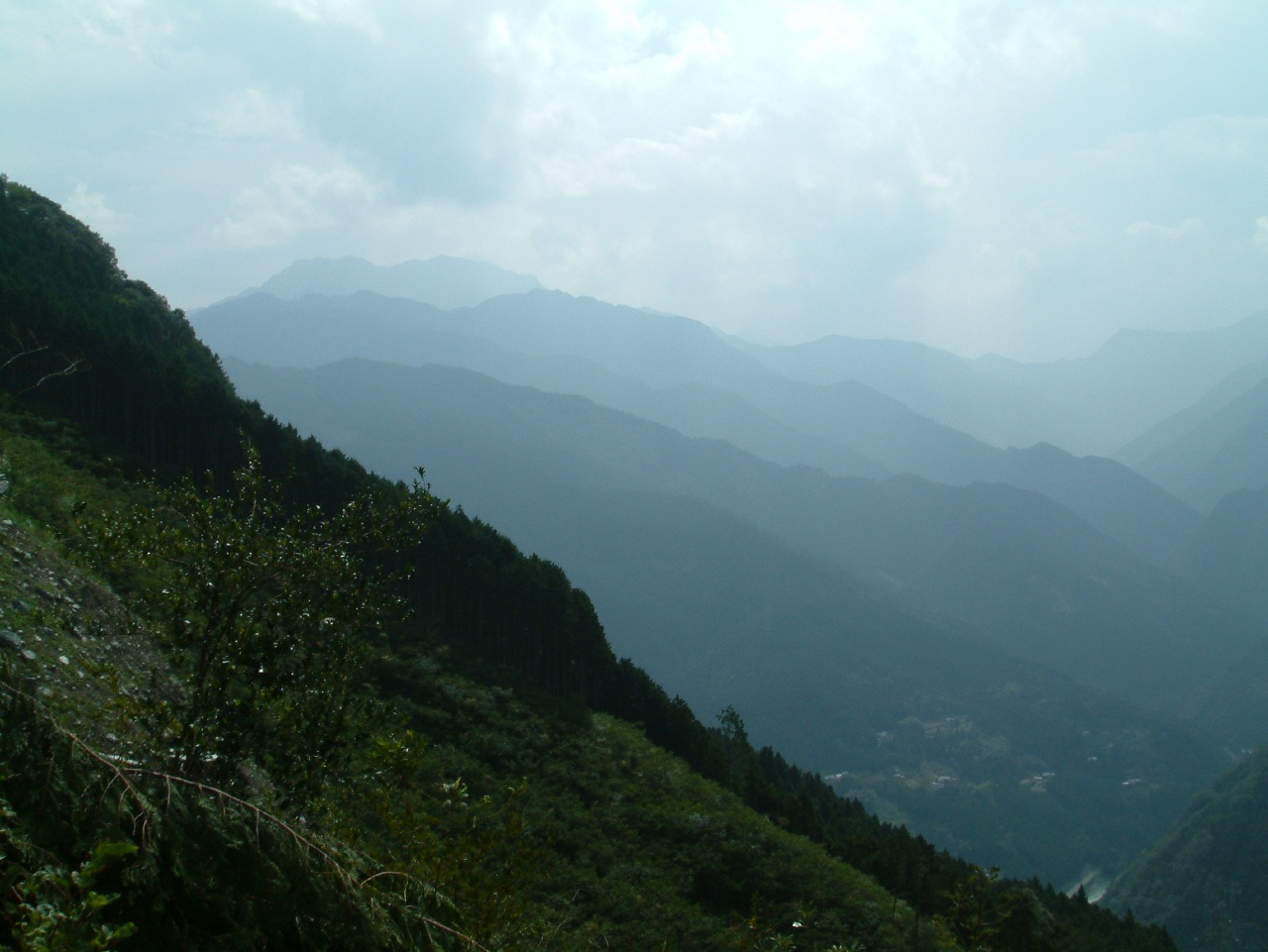
頂上から望む石鎚山

## 塔中寺院

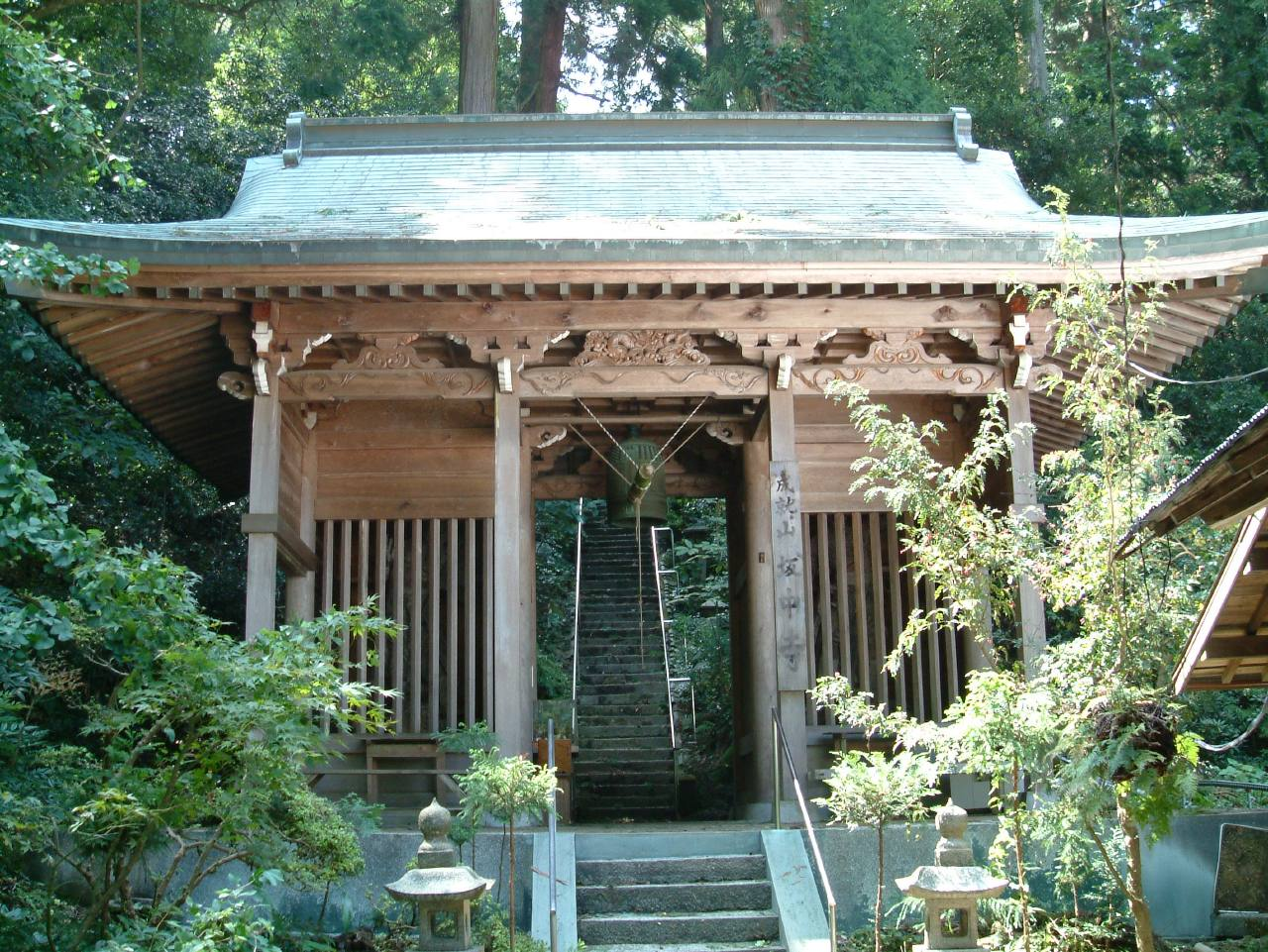
坂中寺
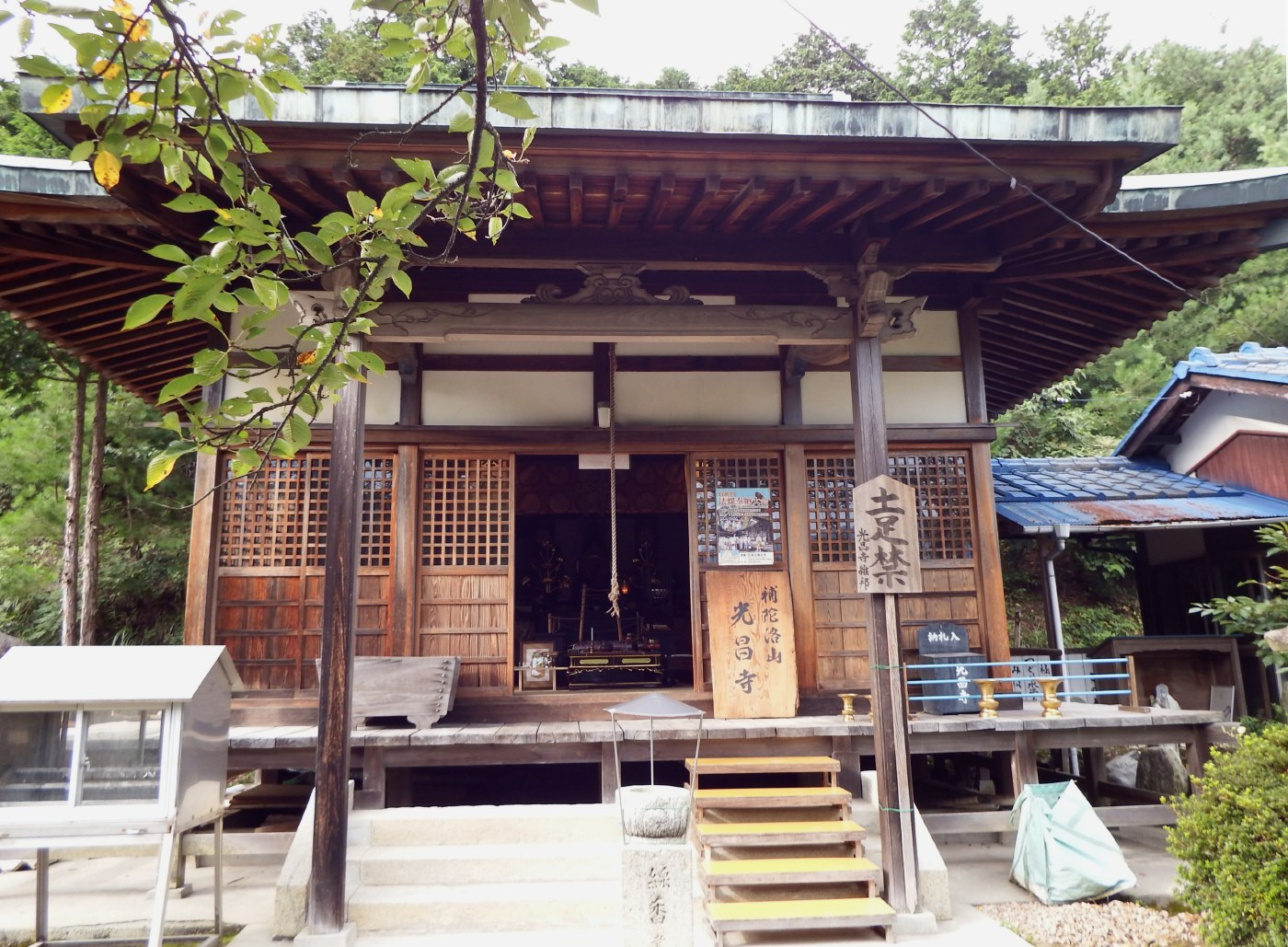
光昌寺

天河寺があったころは、麓の光昌寺から坂中寺を経て、天河寺へ参詣していたと云われる。
- 成就山坂中寺

本尊・秘仏千手観音：愛媛県西条市黒瀬甲959（坂中寺）
龍王山の中腹にあり、天河寺跡より約１時間下ったところにある。
- 補陀落山光昌寺

本尊・十一面観音（拝観可能）：愛媛県西条市黒瀬淵之上乙213（光昌寺）
黒瀬ダム建設のために、対岸にあったが現在地の黒瀬峠の高台に移転した。
光昌寺の本尊・木造十一面観音坐像（西条市指定有形文化財）昭和61.3.7指定
- 坂中寺
- 光昌寺

## 周辺の関連寺社

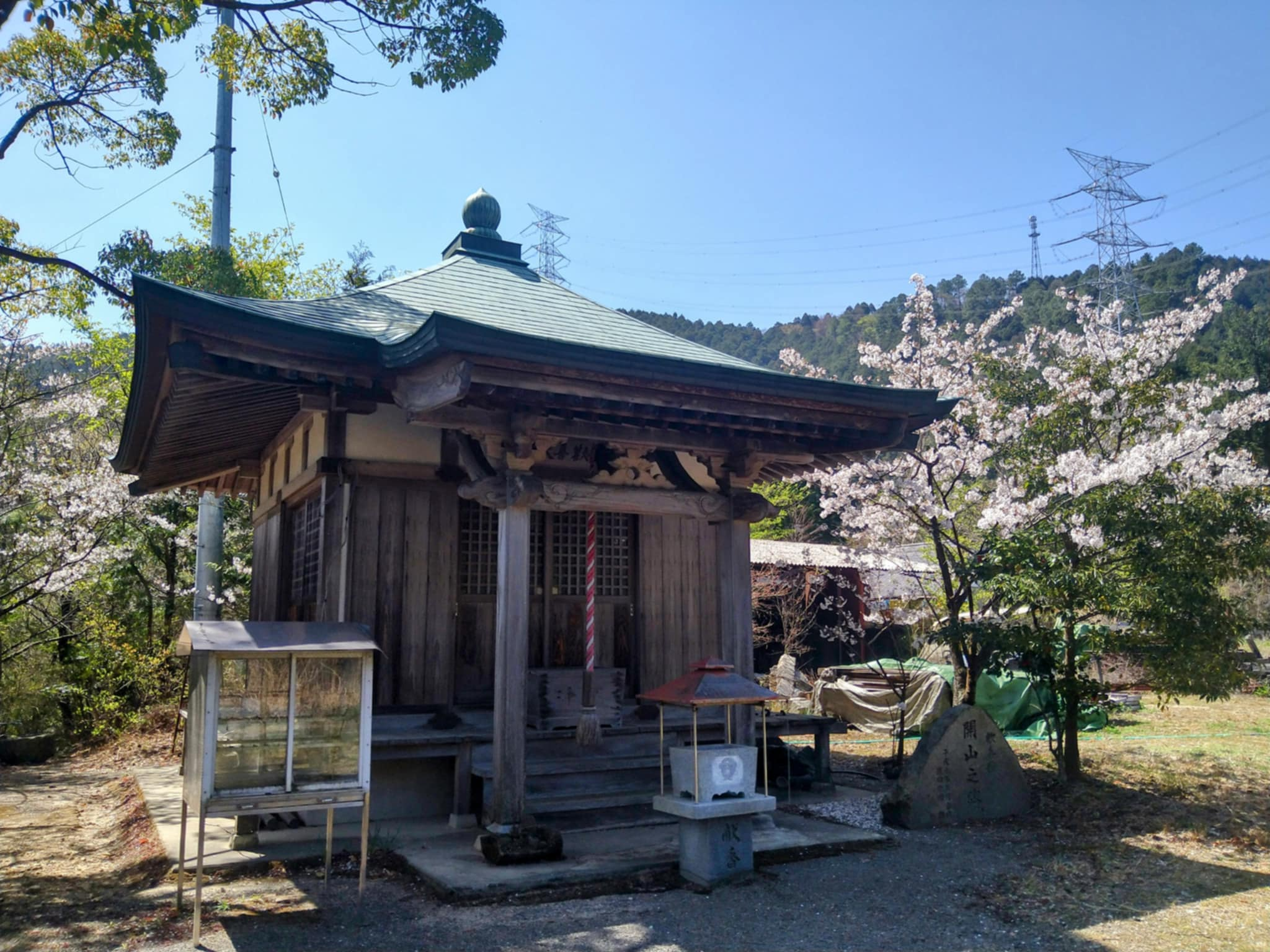
歓喜院
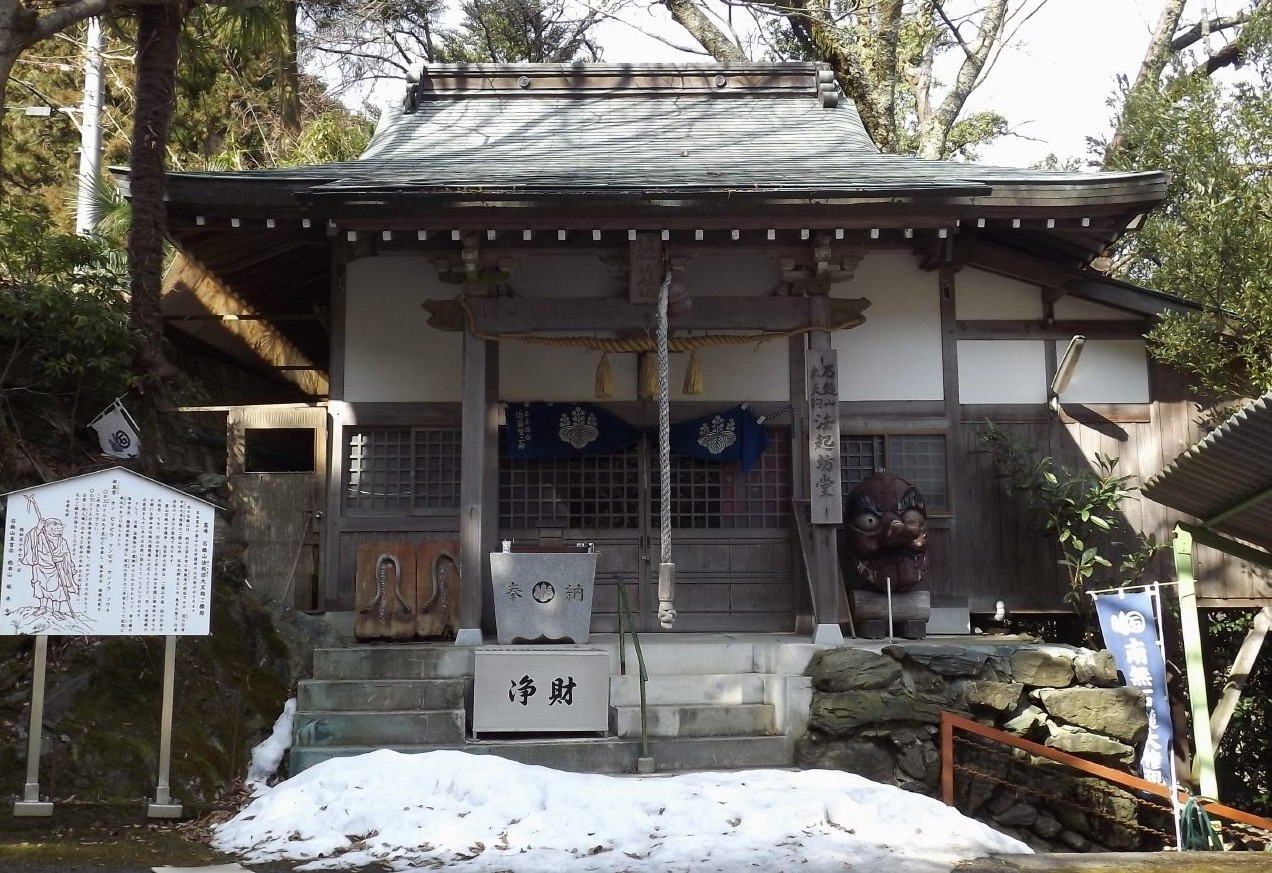
法起坊堂
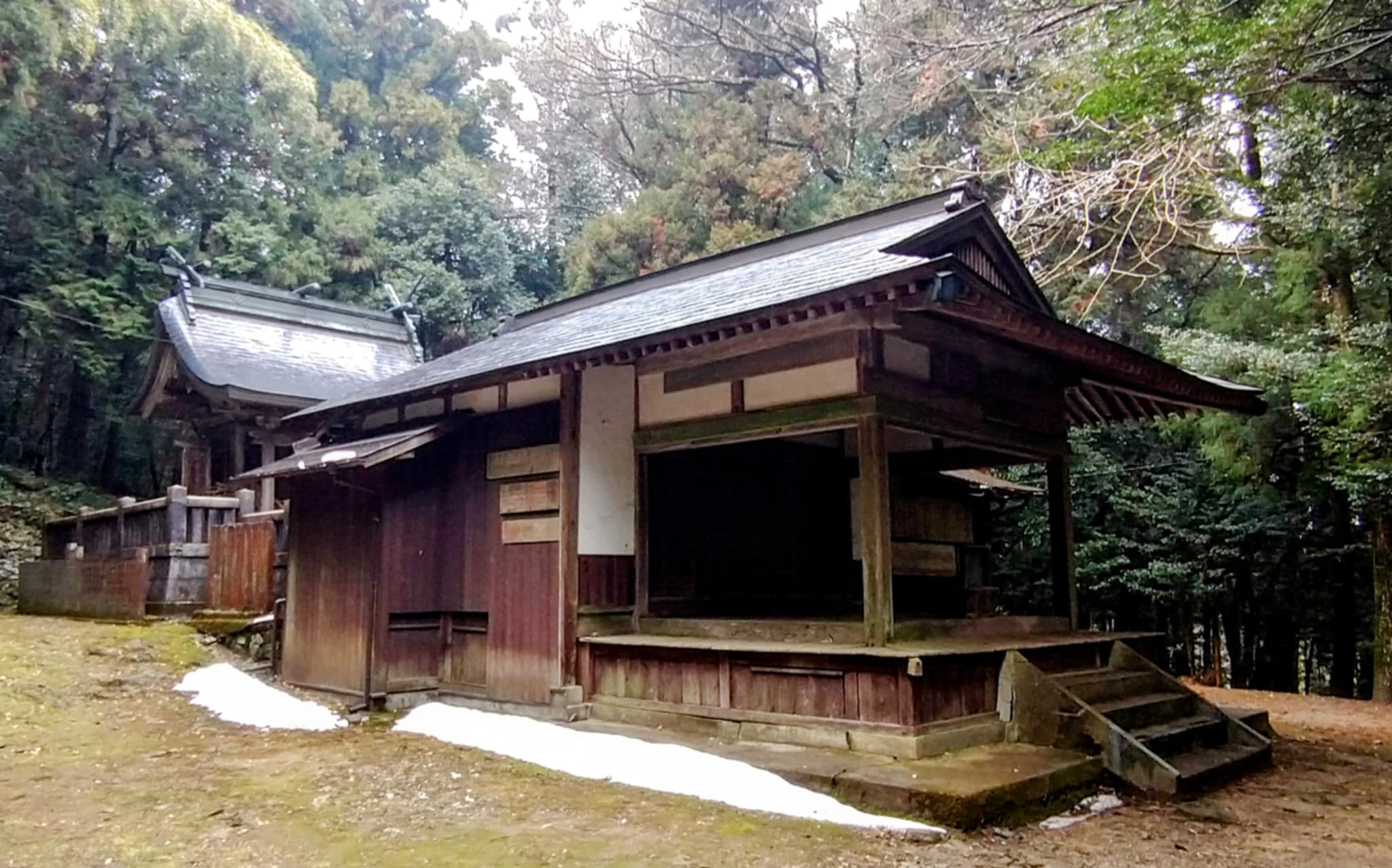
東宮神社 本殿

歓喜庵を通過し約100m上がって行くと広く開けていてその傍らにある。
- 法起坊堂

石鎚山麓の西之川下谷にある。役行者は701年大阪箕面の天上ヶ岳で昇天した後、若い頃開山した石鎚山にやってきて「石鎚山法起坊大天狗」となって当地を守護したと云われている。その法起坊を祀っている。
- 東宮神社

伊邪那美命を主祭神とし黒瀬邑山崎に1357年（延文2年）創建、1386年（至徳2年）大保木村平に遷宮、1878年（明治11年）当寺本坊の東である現在地に遷宮された。（東宮神社）
- 歓喜院
- 法起坊堂
- 東宮神社 本殿

## 周辺
- 旧大保木小学校

当寺本坊に至る車道が校庭の真ん中を通る。明治10年6月開校、昭和60年3月閉校、昭和39年5月落成の校舎が残る。校庭に市指定天然記念物（昭和45年8月3日指定）のソメイヨシノの老木が咲く。（旧大保木小学校）

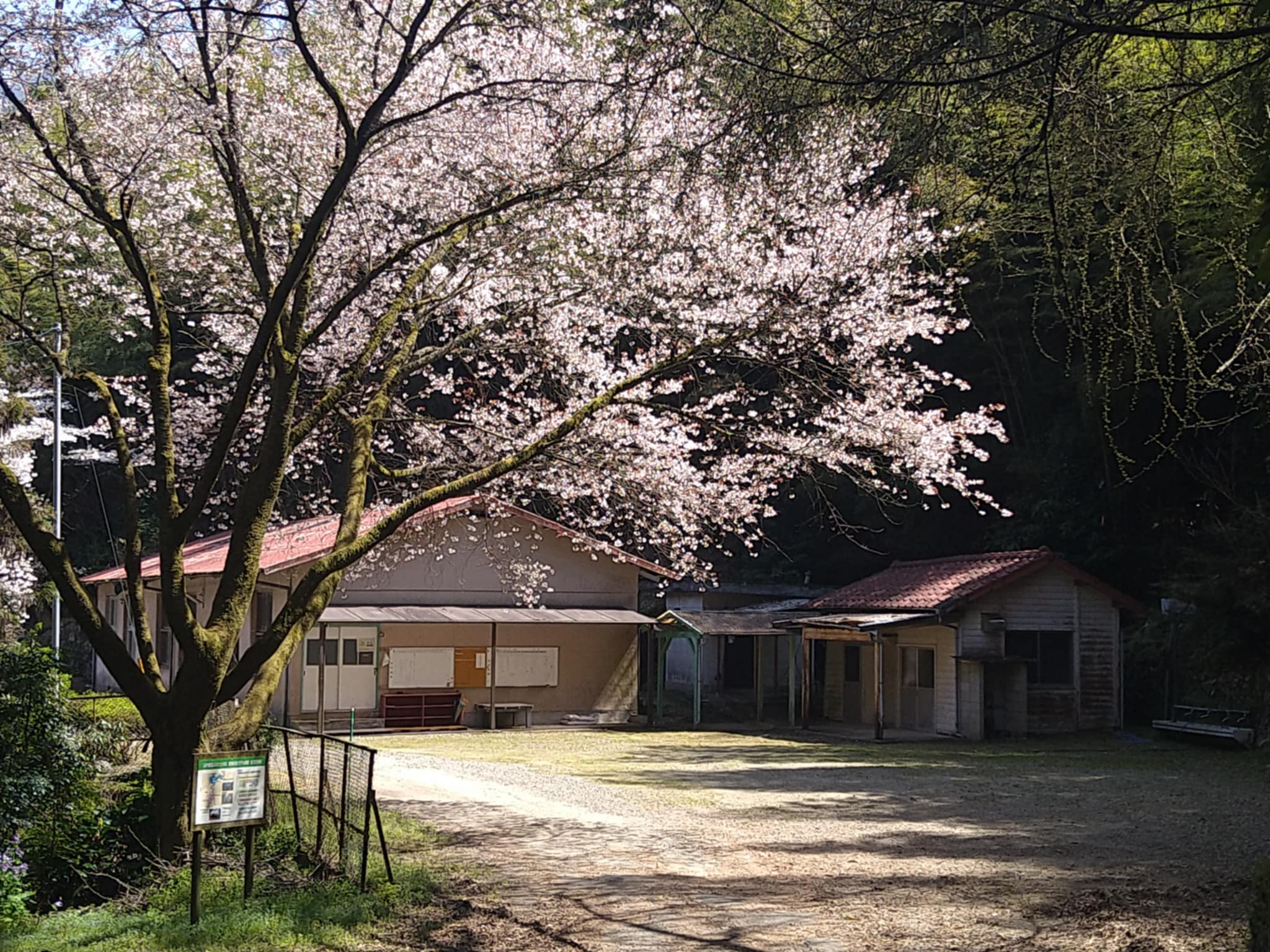
旧大保木小学校（東より）
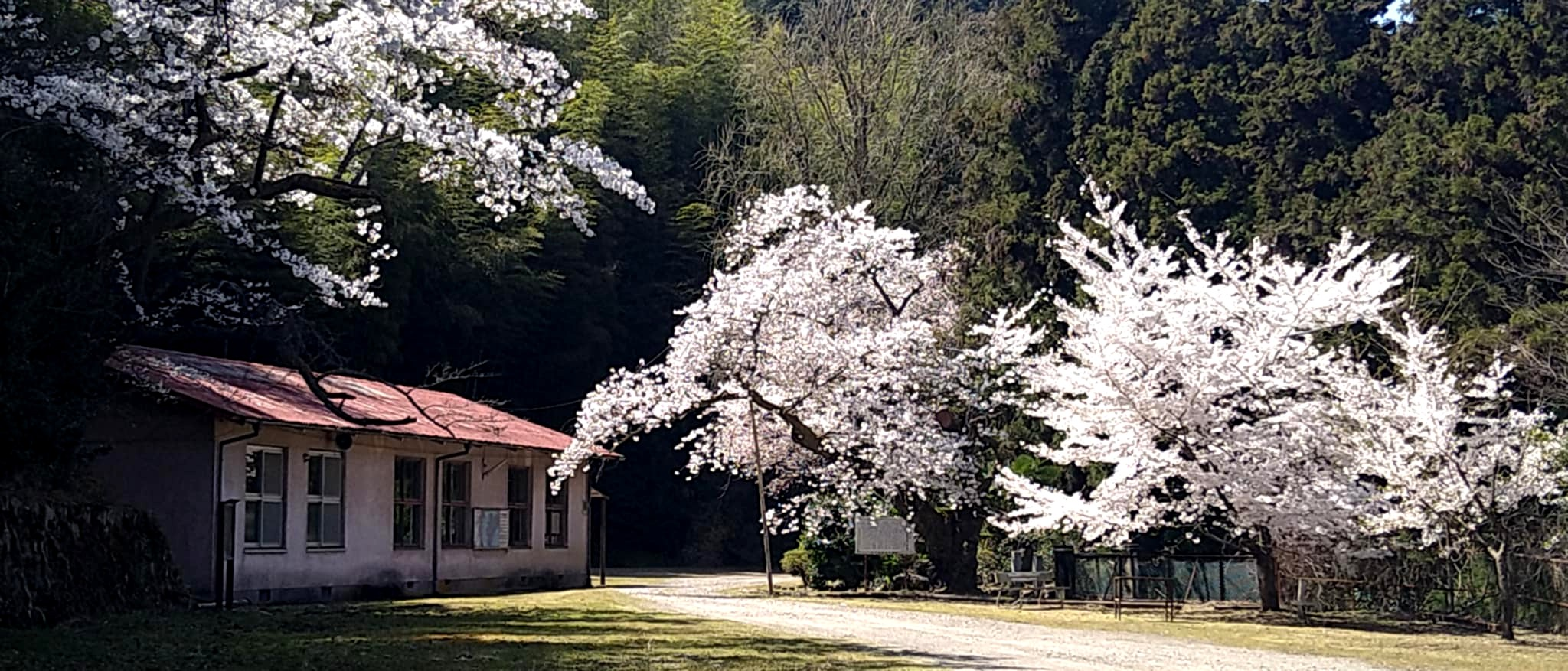
旧大保木小学校（西より）
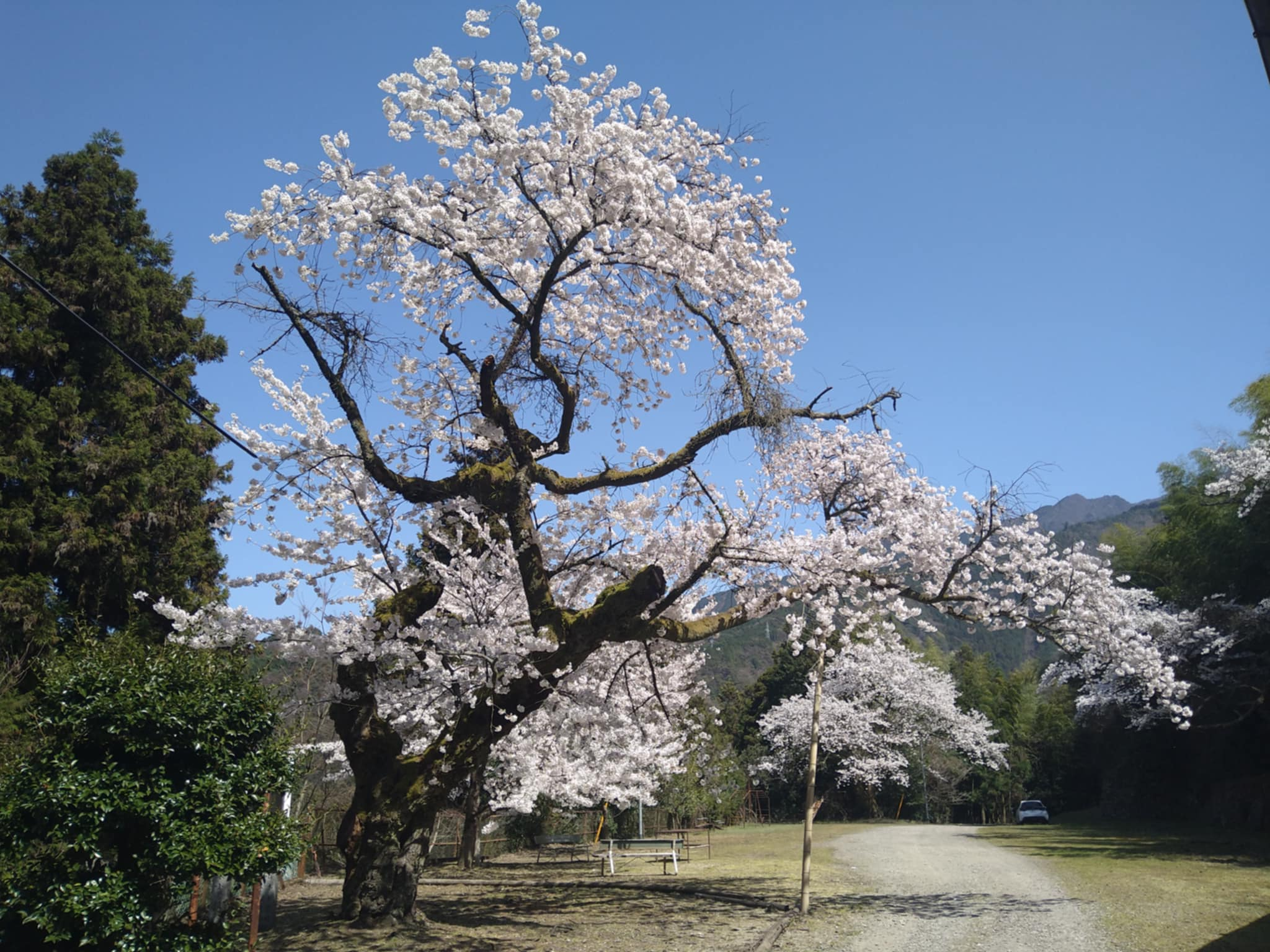
ソメイヨシノ（市・天然記念物)